# Euphyia immediata
Euphyia immediata är en fjärilsart som beskrevs av  1882. Euphyia immediata ingår i släktet Euphyia och familjen mätare. Inga underarter finns listade i Catalogue of Life.